# Bailliage de Bruyères

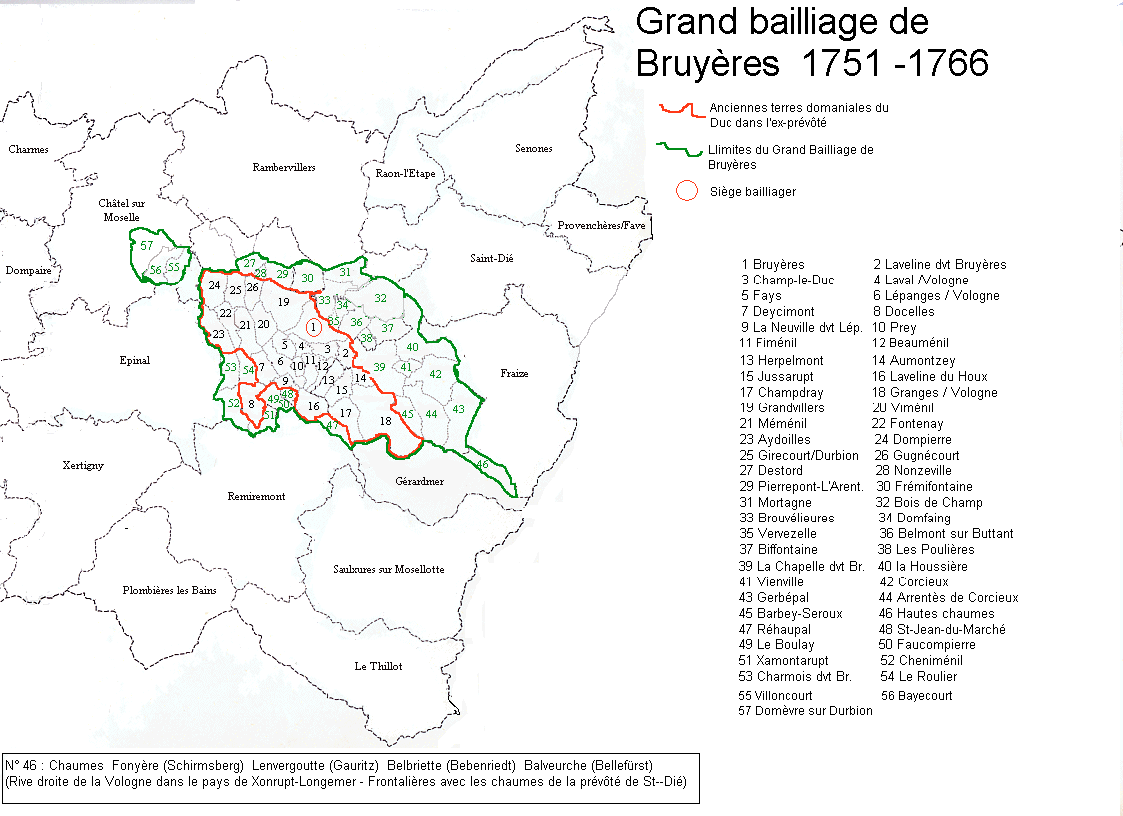
Carte du bailliage de Bruyères.

Le bailliage de Bruyères est une ancienne entité administrative du duché puis de la province de Lorraine qui a existé de 1751 à 1790. Il a pour chef-lieu Bruyères.

## Géographie
En 1779, ce bailliage est délimité par celui de Saint-Dié à l’est, celui de Remiremont au sud, ceux d'Épinal et de Chaté à l’ouest, ainsi que par celui de Lunéville au nord.
Sur le plan hydrographique, ce territoire est traversé par la Vologne, le Neuné et la Mortagne. La terre y produit des grains, du foin et des bois ; il n’y a cependant pas de vignes. La mesure des grains est le resal de Nancy.

## Histoire
Le bailliage de Bruyères est créé par l’édit de juin 1751 ; son bailli est le comte de Girecourt en 1779.
Ce territoire administratif dépend du présidial de Saint-Dié pour les cas de l’édit ; il est régi par la coutume générale de Lorraine et fait partie du diocèse de Saint-Dié. 
À la suite de la Révolution française, il est supprimé et remplacé par un district en 1790.

## Composition
Communautés qui sont dans ce bailliage en 1779 :
- Aumontzey
- Barbay (la mairie de), composée de Seroux avec les censes et granges qui en dépendent
- Bayécourt
- Beauménil et la cense de Ronchamps
- Belmont (le ban de), composé de Brouvelieure, Haut-de-Belmont, le hameau du Malieu et les censes et scieries qui en dépendent
- Biffontaine (le ban de), composé de Biffontaine avec les censes de Lespoch et de Lambanie
- Bois-de-Champs, où se trouvent Vervezel et plusieurs censes et scieries
- Bruyères et ses dépendances
- Champdray et les censes qui en dépendent
- Champ-le-Duc
- Chénimenil
- Corcieux (doyenné de), composé de Corcieux, Belgoutte, Lanol, les Cours, Thiriville, Neune, la Houssiére, la Cotte, Vichibure et Ruxurieux
- Deïcimont et le fief de la haute Verrerie
- Destord
- Docelles et Vraichamp (papeteries)
- Domêvre-sur-l'Urbion, la seigneurie de Darnieulle et les fiefs Pétard
- Domfaing
- Dompierre (le ban de), composé de Dompierre, Mesménil, Viménil et de parties de Fontenay et d'Aydoille
- Faulcompierre (le ban de), composé de Faulcompierre et St. Jean-du-marché
- Féy
- Fiménil et les censes qui en dépendent
- Frambeménil (juration de), composé de Frambeménil avec plusieurs maisons et censes éparses
- Frémifontaine
- Girecourt-sur-d'Urbion et le fief de la basse-Verrerie
- Grandviller, composé des hameaux appelés Saudhet, Latte, Grand-Mont et Petit-Mont
- Granges (le ban-mairie de), composé de Granges, Bréchigranges, des Esvelines, Genasville, le Jay, les Paires, les Vœds, le Vinot-des-champs-de-charrieres, Falurgoutte, Godemont et plusieurs censes
- Gugnécourt
- Herpelmont et les censes qui en dépendent
- Jussarupt, le Haut-Vinot, le Bas-Vinot et plusieurs censes
- La Chapelle (juration de), composée de la Chapelle, la Roziere, le fief du Saulget et plusieurs censes
- La Neuve-ville-devant-Bruyeres et les censes qui en dépendent
- Laval et la cense d’Antillieux
- Laveline-devant-Bruyères
- Le Boulay
- Le Void-de-Belmont
- Lépanges
- Lespouilliere
- Les Arrentés du ban de Corcieux, composés  de maisons situées à Vanémont, Ruxurieux, Mariémont et de plusieurs censes
- Les Arrentés au-dessus de Granges, communauté composée de sujets et de maisons répandus dans le ban de Granges
- Les Arrentés d'Yvoux, communauté composée du village d'Yvoux et de plusieurs censes
- Les Nouveaux-Arrentés de Granges
- Les Vieux-Arrentés de Granges, où sont les hameaux de Cherriere et du Jay
- Martinprey (seigneurie et censes)
- Mortagne-en-Vôge
- Nonzeville (la mairie de), composée de Nonzeville et du fief de l’Estang
- Pierrepont-sur-Arrentelle
- Praye-sur-Vologne
- Réhaupal et Varinfête
- Rennegoutte (village-mairie)
- Ruxurieux (la mairie de), composée de Ruxurieux, une partie de Gerbépal, Rambaville, avec les censes de Spongoute et des Fourneaux
- Tour (mairie de la), communauté composée de plusieurs maisons qui sont à Corcieux, la Cotte, Rennegoutte, la Houssiere et Thiriville
- Vaudicourt (le ban de), composé de Charmois, la Rouillie, ainsi que de parties d’Aydoille, Fontenai et Nonzeville
- Vichibure (la mairie de), composée de Vichibure, le Chesné, la Charmelle, d'une partie de Gerbépal, la cense de la Basse-de-Martimpré et autres
- Vienville (fief)